# Castilla-La Mancha Televisión 2
Castilla-La Mancha Televisión 2, o llamado simplemente CMT2, fue un canal del ente público Radiotelevisión de Castilla-La Mancha que comenzó a emitir el 9 de febrero de 2009.
Su programación estaba pensada para completar la oferta televisiva de su canal hermano, CMM TV (Castilla-La Mancha Media TV). En dicha programación se emitían principalmente contenidos infantiles, juveniles y deportivos, además de ofrecer la repetición de algunos programas de CMM TV. Entre los espacios más destacados que se ofrecían en la cadena se encontraban la retransmisión en directo los fines de semana de un partido de Liga ACB además de partidos de fútbol de 2ª División B. Por la noche, todos los días se ofrecía a los espectadores castellano-manchegos grandes títulos de cine en blanco y negro. También se redifusionaba las ediciones de CMT Noticias a las 15:30h y a las 21:30h.
El 2 de diciembre de 2011, el gobierno de Castilla-La Mancha, presidido por María Dolores de Cospedal, decidió cesar las emisiones de CMT2 para así ahorrar 1.300.000 euros. En la actualidad, en la señal en la que se veía CMT2 puede verse CMM TV HD, el canal en alta definición de Castilla-La Mancha Media que emite la misma programación que CMM TV.

## Audiencias
Aquí está la evolución de la cuota de pantalla mensual, según las mediciones de audiencia elaboradas en España por Kantar Media. En negrita, los meses en que fue líder de audiencia.
Todos estos datos están referidos a su comunidad autónoma.
| Año  | Enero | Febrero | Marzo | Abril | Mayo | Junio | Julio | Agosto | Septiembre | Octubre | Noviembre | Diciembre | Media Anual |
| ---- | ----- | ------- | ----- | ----- | ---- | ----- | ----- | ------ | ---------- | ------- | --------- | --------- | ----------- |
| 2009 | -     | 0,1%    | 0,1%  | 0,1%  | 0,2% | 0,2%  | 0,3%  | 0,3%   | 0,3%       | 0,4%    | 0,4%      | 0,4%      | 0,2%        |
| 2010 | 0,5%  | 0,5%    | 0,6%  | 0,7%  | 0,7% | 0,7%  | 0,8%  | 0,8%   | 0,7%       | 0,6%    | 0,8%      | 0,7%      | 0,7%        |
| 2011 | 0,6%  | 0,6%    | 0,6%  | 0,6%  | -    | -     | 0,7%  | 0,7%   | 0,7%       | 0,6%    | 0,5%      | 0,3%      | 0,6%        |